# Xiamen
Xiamen (em chinês simplificado: 厦门; em chinês tradicional: 廈門; pinyin: Xiàmén, lit. "A Porta da Grande Mansão”) é uma cidade da província de Fuquiém na China. Tem uma população de quase 1.400.000 habitantes (2002) e ocupa uma extensão de 1 565 km². A cidade foi fundada no ano de 282. No ano 1387, a dinastia Ming converteu-a em base para lutar contra os piratas. Foi o principal porto utilizado pelos europeus em 1541 e o de maior utilização para a exportação de chá durante o século XIX. Os mercaderes estrangeiros só estavam autorizados a viver na ilha de Gulangyu. O município de Xiamen compreende as ilhas de Gulangyu e as de Xiamen. Estas últimas estão situadas bem perto da ilha de Quemoy; ilha que está sob a administração de Taiwan. 

## Pontos de interesse
- A ilha de Gulangyu: ocupa um área de 1,8 km² e está situada a 500 metros da costa da cidade. Tem uma população de 20.000 habitantes. Na ilha podem-se ver diversos edifícios do século XIX.
- Templo Nan Pu Tuo: foi construído durante a dinastia Tang. Contém 28 estátuas de Buda feitas em jade procedente de Birmânia bem como escritos budistas em chinês e outros idiomas. Ocupa um área de 30.000 m2

## Cidades-irmãs
- Cardiff, Reino Unido
- Sasebo, Japão
- Cebu, Filipinas
- Baltimore, Maryland, Estados Unidos
- Wellington, Nova Zelândia
- Penang, Malásia
- Sarasota, Florida, Estados Unidos
- Guadalajara, Jalisco, México
- Foz do Iguaçu, Paraná, Brasil
- Fortaleza, Ceará, Brasil

## Distâncias
- Zhangzhou 49 km.
- Fuzhou 327 km.
- Shantou 276 km.
- Hong Kong 663 km.
- Xangai 1480 km.

## Personalidades
- Walter Houser Brattain (1902-1987), Prémio Nobel de Física de 1956